# سیارک ۲۴۶۴۹
سیارک ۲۴۶۴۹ (به انگلیسی: 24649 Balaklava، نامگذاری:1985SG3) بیست و چهار هزار و ششصد و چهل و نهمین سیارک کشف شده‌است که در ۱۹ سپتامبر ۱۹۸۵ کشف شد.
قدر مطلق سیارک برابر ۲۹.۵ است.